# Симоно, Ив
Ив Симоно (фр. Yves Simoneau; род. 28 октября 1955, Квебек) — канадский кинорежиссёр, сценарист, продюсер и монтажёр.

## Карьера
Ив Симоно стал широко известен в 1987 году, когда его фильм  «Интимная власть»  получил девять номинаций (включая лучший фильм и режиссуру года) на премию Genie Award — высшую кинонаграду Канады. В том же году драма Симоно «В тени ветра»  со Стивом Баннером в главной роли была представлена на 37-м Берлинском МКФ.
В 2002 году мини-сериал Симоно «Наполеон» был признан журналом Hörzu лучшим немецким телевизионным фильмом и награждён премией Goldene Kamera.
В 2007 году его телефильм «Похороните моё сердце в Вундед-Ни», поставленный по роману Ди Брауна и вышедший на канале  HBO, получил 17 номинаций на Primetime Emmy Award (наибольшее количество номинаций в тот год), победив в пяти из них, в том числе  завоевав приз за лучший телефильм.. Симоно был награждён  Премией Гильдии режиссёров Америки за лучшую режиссуру мини-сериала или телефильма.

## Фильмография

### Режиссёр
- 1986 — Интимная власть / Pouvoir intime
- 1987 — В тени ветра / Les fous de Bassan
- 1989 — В животе дракона / Dans le ventre du dragon
- 1991 — Совершенно нормальный / Perfectly Normal
- 1992 — Мемфис / Memphis
- 1992 — Пока смерть не разлучит нас / Till Death Us Do Part
- 1992 — Жестокие сомнения / Cruel Doubt
- 1993 — Мать своих детей / Mother's Boys
- 1994 — Последний полёт Амелии Эрхарт / Amelia Earhart: The Final Flight
- 1996 — Прогулка мертвеца / Dead Man's Walk
- 1997 — Острота ощущений / Intensity
- 1998 — Лёгкие деньги / Free Money
- 1999 — 36 часов / 36 Hours to Die
- 2000 — Нюрнберг / Nuremberg
- 2001 — 2002 — Ночные видения / Night Visions
- 2001 — Зажигание / Ignition
- 2002 — Наполеон / Napoléon
- 2003 — 44 минуты: Бойня в северном Голливуде / 44 Minutes: The North Hollywood Shoot-Out
- 2004 — 2007 — 4400 / The 4400
- 2006 — Мария-Антуанетта / Marie-Antoinette
- 2007 — Схороните моё сердце у Вундед-Ни / Bury My Heart at Wounded Knee
- 2007 — Резвая / Ruffian
- 2009 — Америка / America
- 2009 — 2011 — V  / V
- 2010 — Наживка / L'appât
- 2010 — Матадоры / Matadors
- 2011 — Партнёры / Partners
- 2012 — Красавица и чудовище / Beauty and the Beast
- 2013 — Бетти и Коретта / Betty and Coretta
- 2015 — Хранители голубей / The Dovekeepers
- 2017 — 2018 — Отважные / The Brave
- 2017 — Пропавшая жена Роберта Дерста / The Lost Wife of Robert Durst

### Сценарист
- 1986 — Интимная власть / Pouvoir intime
- 1987 — В тени ветра / Les fous de Bassan
- 1989 — В животе дракона / Dans le ventre du dragon
- 2010 — Наживка / L'appât

### Продюсер
- 1989 — В животе дракона / Dans le ventre du dragon (ассоциированный продюсер)
- 2001 — 2002 — Ночные видения / Night Visions (продюсер-консультант; 3 эпизода, 2001)
- 2002 — Царство теней / Shadow Realm (продюсер-консультант)
- 2002 — Наполеон / Napoléon (ассоциированный продюсер; 4 эпизода)
- 2003 — 44 минуты: Бойня в северном Голливуде / 44 Minutes: The North Hollywood Shoot-Out
- 2004 — 2007 — 4400 / The 4400 (продюсер; 2 эпизода, 2004)
- 2007 — Схороните моё сердце у Вундед-Ни / Bury My Heart at Wounded Knee (исполнительный сопродюсер)
- 2010 — Наживка / L'appât